# Roland Grip
Roland Grip (Föllinge, 1º gennaio 1941 – Uppsala, 9 febbraio 2024) è stato un calciatore svedese, di ruolo difensore.